# Чупилка Анатолій Михайлович
Анато́лій Миха́йлович Чупи́лка (27 вересня 1974 — 20 січня 2015) — український військовик, молодший сержант, заступник командира взводу 90-го окремого аеромобільного батальйону 81-ї окремої аеромобільної бригади Збройних сил України. Член Черкаської обласної організації ВО «Свобода». Депутат обласної ради від ВО «Свобода». Один із «кіборгів».

## Життєпис
Пішов до 1-го класу СШ № 1 м. Канева. 1991 року закінчив Канівську ЗОШ № 6. З 1991 по 1994 рік навчався у Київському політехнічному інституті, протягом 1996—1998 років служив у ЗСУ, 95-та бригада. З 2005-го працював у торгівлі. Член ВО «Свобода», депутат Черкаської обласної ради.
Учасник Революції Гідності, днював і ночував на київському Майдані. Протягом січня — травня 2014-го очолював делегацію Черкаської ОО ВО «Свобода» у КМДА. На засіданні сесії Черкаської обласної ради жодного разу не був — весь час перебував на фронті; служив добровольцем, потім — бійцем 90-го окремого аеромобільного батальйону. Снайпер, заступник командира взводу.
Зник безвісти 20 січня 2015-го під час бою з російськими збройними формуваннями за Донецький аеропорт — у часі прориву для евакуації поранених.
Упізнаний за експертизою ДНК. Похований 1 квітня 2015-го в місті Канів.
Без Анатолія лишились дружина Вікторія, троє синів — Тарас, Богдан, Данило.

З 2015 р. у Каневі проводиться легкоатлетичний забіг пам'яті Анатолія Чупилки.
«Проведення спортивного заходу по вшануванню пам'яті Анатолія невипадкове, адже він, як свідомий націоналіст, гартував і дух, і тіло: займався спортом та вів здоровий спосіб життя. Він не палив, не вживав спиртного, у Дніпрі купався цілорічно»,  — відзначив на власній сторінці Юрій Гамалій.
Анатолій був майстром спорту з боксу, їздив на змагання.

## Вшанування пам'яті
- Щороку у Каневі свободівці проводять легкоатлетичний пробіг до дня народження Анатолія Чупилки.
- Встановлено меморіальну дошку на його рідній школі.
- Започатковано премію Анатолія Чупилки «Кращому захисникові інтересів канівців»[3].
- Вшановується в меморіальному комплексі «Зала пам'яті», в щоденному ранковому церемоніалі 20 січня[4][5].

## Нагороди
- Указом Президента України № 282/2015 від 23 травня 2015 року, «за особисту мужність і високий професіоналізм, виявлені у захисті державного суверенітету та територіальної цілісності України, вірність військовій присязі», нагороджений орденом «За мужність» III ступеня (посмертно)[6].
- Нагороджений нагрудним знаком «За оборону Донецького аеропорту» (посмертно).
- Почесна відзнака «За заслуги перед Черкащиною»[7]
- Почесна відзнака Канівського міського голови «За заслуги перед містом Канів»[7]